# Rhinusa tetra
Rhinusa tetra – gatunek chrząszcza z rodziny ryjkowcowatych i plemienia Mecinini. Kserotermofil. Fitofag trędownikowatych. Larwy są oligofagami dziewann, rozwijającymi się w ich torebkach nasiennych, natomiast imagines obserwowane były też na trędownikach. Najpospolitszy przedstawiciel rodzaju; pierwotnie był palearktyczny, ale zawleczony został do nearktycznej Ameryki Północnej.

## Taksonomia i ewolucja

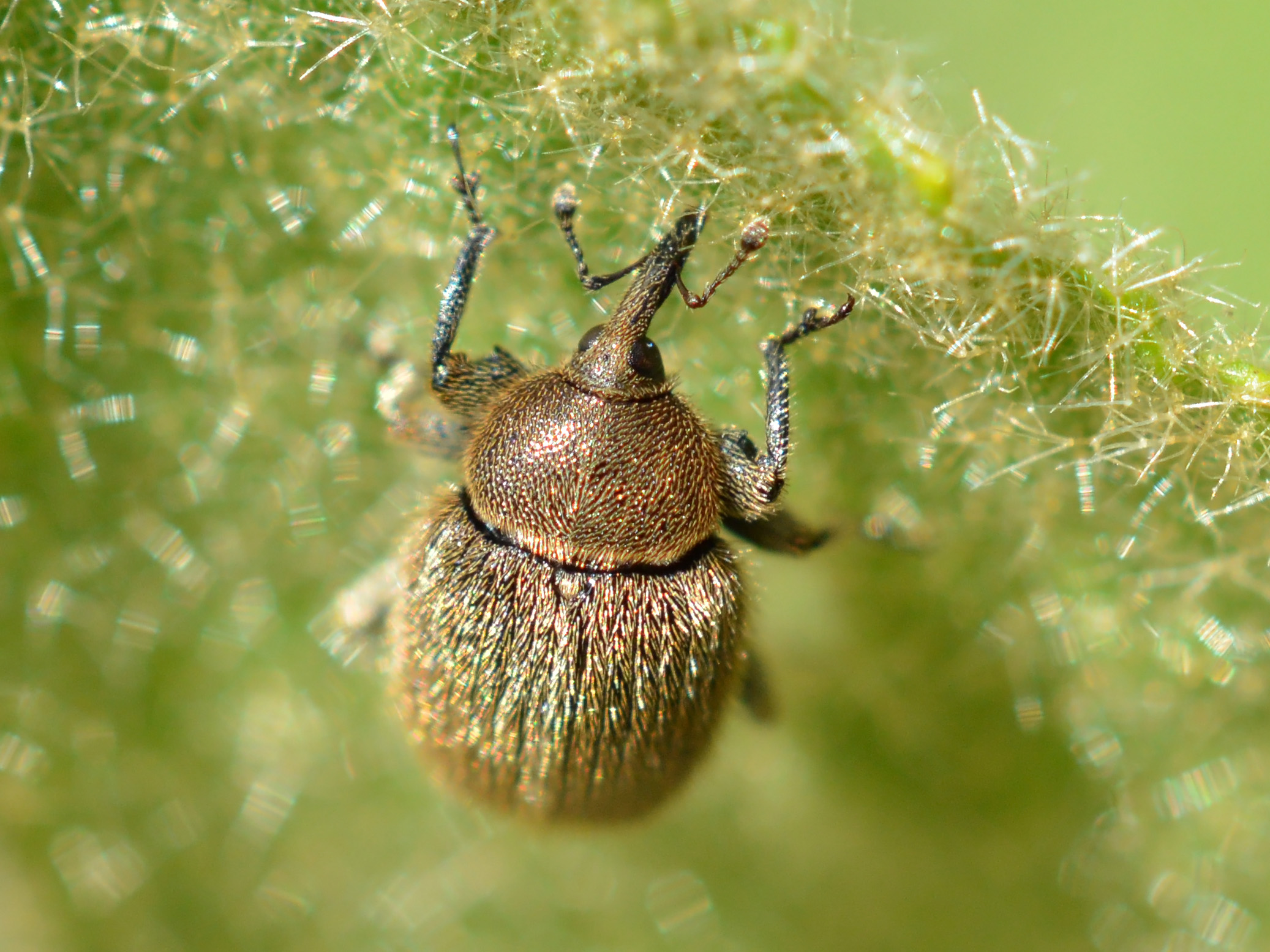
Imago na dziewannie

Gatunek ten opisany został po raz pierwszy w 1792 roku przez Johana Christiana Fabriciusa jako Curculio teter. Jako lokalizację typową wskazano Włochy. W 1801 roku Fabricius przeniósł go do rodzaju Rhynchaenus. W 1821 roku Ernst Friedrich Germar umieścił ten gatunek w rodzaju Cionus, opisując także nowy gatunek z Portugalii – Cionus amictus; przez późniejszych autorów traktowany był on jako odmiana R. tetra, aż w końcu został z nim zsynonimizowany. W 1838 roku Leonard Gyllenhaal przeniósł omawiany gatunek do rodzaju Gymnetron, i tak też był on klasyfikowany przez większość autorów na przestrzeni niemal dwóch wieków, aczkolwiek Ernest M.L. Bedel proponował w międzyczasie jego klasyfikację w rodzaju Mecinus. Duża zmienność morfologiczna przyczyniła się do opisania w XIX wieku i na początku wieku XX licznych gatunków i odmian, zsynonimizowanych później z R. tetra (część z nich umieszczana była w rodzaju Cleopus). Takson Rhinusa umieszczany był początkowo w randze podrodzaju w obrębie rodzaju Gymnetron. Wyniesienia Rhinusa do rangi osobnego rodzaju i wprowadzenia obecnej kombinacji dokonał ostatecznie w 2001 roku Roberto Caldara w ramach rewizji plemienia. Caldara i współpracownicy dokonali w 2012 roku wyznaczenia lektotypu omawianego gatunku, a w 2014 roku autor ten dokonał jego redeskrypcji w ramach rewizji grupy.
W 2010 roku Caldara i współpracownicy opublikowali wyniki głównie morfologicznej analizy filogenetycznej rodzaju Rhinusa. Zgodnie z nimi omawiany gatunek tworzy w jego obrębie grupę gatunków tetra wraz z  R. acifer, R. asellus, R. comosa, R. ensifer, R. moroderi, R. tenuirostris, R. verbasci i R. weilli. Grupa ta wyspecjalizowana jest pokarmowo w dziewannach. Zajmuje ona siostrzaną pozycję dla wyspecjalizowanej w trędownikach grupy bipustulata, wraz z którą tworzy w obrębie rodzaju linię rozwojową związaną z trędownikowatymi.

## Morfologia

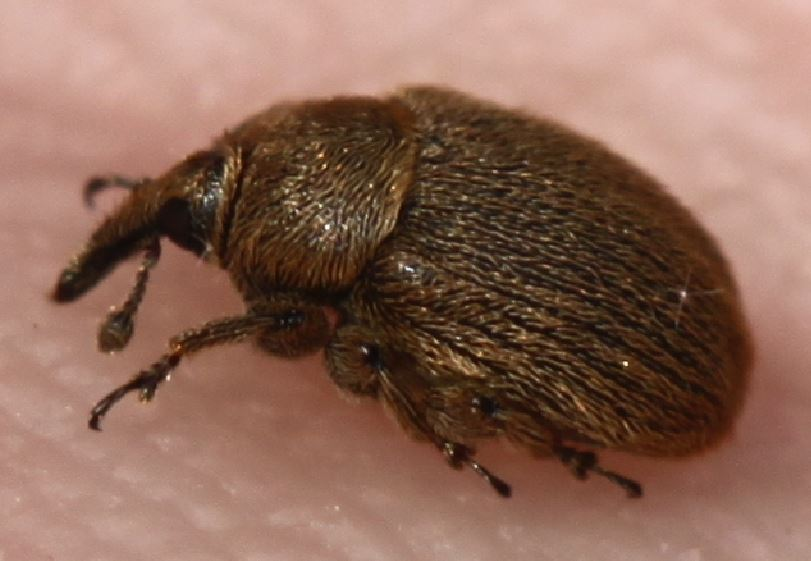
Imago; widok z boku

Chrząszcz ten odznacza się dużą zmiennością rozmiarów ciała, kształtu przedplecza, punktowania i owłosienia. Osiąga od 1,7 do 4,5 mm długości (nie licząc ryjka), średnio 3,3 mm. Kształt ciała jest owalny, mocno wypukły. Ubarwienie oskórka jest czarne z rudymi, brunatnymi lub brunatnoczarnymi: stopami, trzonkami czułków i ich biczykami, a niekiedy także wierzchołkowymi częściami goleni; ponadto w tylnej części pokrywy obecna może być czerwonobrunatna plama. Wyjątkowo spotyka się okazy o goleniach i czułkach w całości jasnorudych. Okrycie wierzchu ciała złożone jest z żółtawych, złocistych lub szarawych łuseczek dwóch rodzajów – bardzo wydłużonych i przylegających oraz bardzo cienkich, włosowatych i odstających; te pierwsze często tworzą grzywkę na końcu pierwszych międzyrzędów pokryw, zaś te drugie rosną w punktach na ich rzędach (rowkach). Gęstość owłosienia zwykle jest duża, ale u mniejszych okazów owłosienie rzednie. Podobnie ma się sytuacja z punktowaniem – jest ono bardziej rozproszone u mniejszych okazów. Łuseczki na odnóżach są szarawobiałe, a na spodzie ciała białawe.
W przypadku obu płci ryjek jest krótszy od głowy i przedplecza razem wziętych, niemal prosty, u wierzchołka niższy niż u nasady, przeciętnie jak na rodzaj wydłużony, o czułkach osadzonych mniej więcej w połowie swej długości. U samca stosunek długości ryjka do jego szerokości u nasady wynosi od 3,8 do 4,4 (średnio 4), a u samicy od 4,3 do 5,2 (średnio 4,6). Z kolei stosunek długości ryjka do długości przedplecza u samców wynosi od 0,84 do 0,97 (średnio 0,9), a u samic od 0,95 do 1,07 (średnio 1,01). Ryjek samca zarówno w widoku bocznym jak i od góry zwęża się wyraźnie i stopniowo od nasady do szczytu. U samicy takowe zwężanie się ryjka zaczyna się od miejsca osadzenia czułków. W widoku grzbietowym przynajmniej na wysokości panewek czułkowych widoczna jest na ryjku duża bruzda środkowa o głębokości większej niż bruzdy boczne. Długość ryjka u samic przejawia zróżnicowanie geograficzne – jest on wyraźnie dłuższy w populacjach południowoeuropejskich niż w tych z Europy Środkowej.
Przedplecze może mieć zarówno formę o silnie i stosunkowo równomiernie wyokrąglonych bokach, jak i trapezowatą o bokach niemal od nasady zwężających się ku przodowi; zawsze jednak jest wyraźnie poprzeczne, o stosunku szerokości do długości wynoszącym od 1,55 do 1,68. Pomiędzy nasadami pokryw widoczna jest tarczka. Pokrywy są krótkie, w przybliżeniu tak szerokie jak długie (stosunek długości do szerokości wynosi od 1,05 do 1,15), w przekroju poprzecznym i podłużnym silnie wypukłe, a w zarysie z silnie zaokrąglonymi bokami. W przeciwieństwie do podobnego rodzaju Gymnetron międzyrząd (zagonik) trzeci łączy się na nich z szóstym. Odnóża mają kulistawe uda i krótkie golenie, w przypadku pierwszej i drugiej ich pary zaopatrzone w wyrostki zwane premucro. Stopy również są krótkie, o pierwszym członie nieco tylko dłuższym niż szerokim, drugim członie szerszym niż długim, a trzecim dwupłatowym i wyraźnie szerszym od poprzedniego.
Samiec ma wgłębienie u nasady odwłoka, a jego edeagus jest pośrodku falisty i dalej stopniowo zwężony ku szczytowi, o mniejszej długości niż u R. comosa. Apofiza edeagusa leży w jednej płaszczyźnie z nasadą i wierzchołkiem jego płata środkowego. Woreczek wewnętrzny edeagusa uchodzi w pobliżu wierzchołka jego środkowego płata. Samica ma ramiona ósmego sternitu odwłoka o wąskich odcinkach zesklerotyzowanych i krótsze niż apofizy tegoż sternitu. Spermateka jest bardzo mała, nieprzekraczająca długością piątej części spiculum ventrale; jej korpus zwęża się stopniowo ku szczytowi, a jej ramiona są dobrze rozwinięte, ale nie przekraczają ujścia przewodu nasiennego.

## Biologia i ekologia

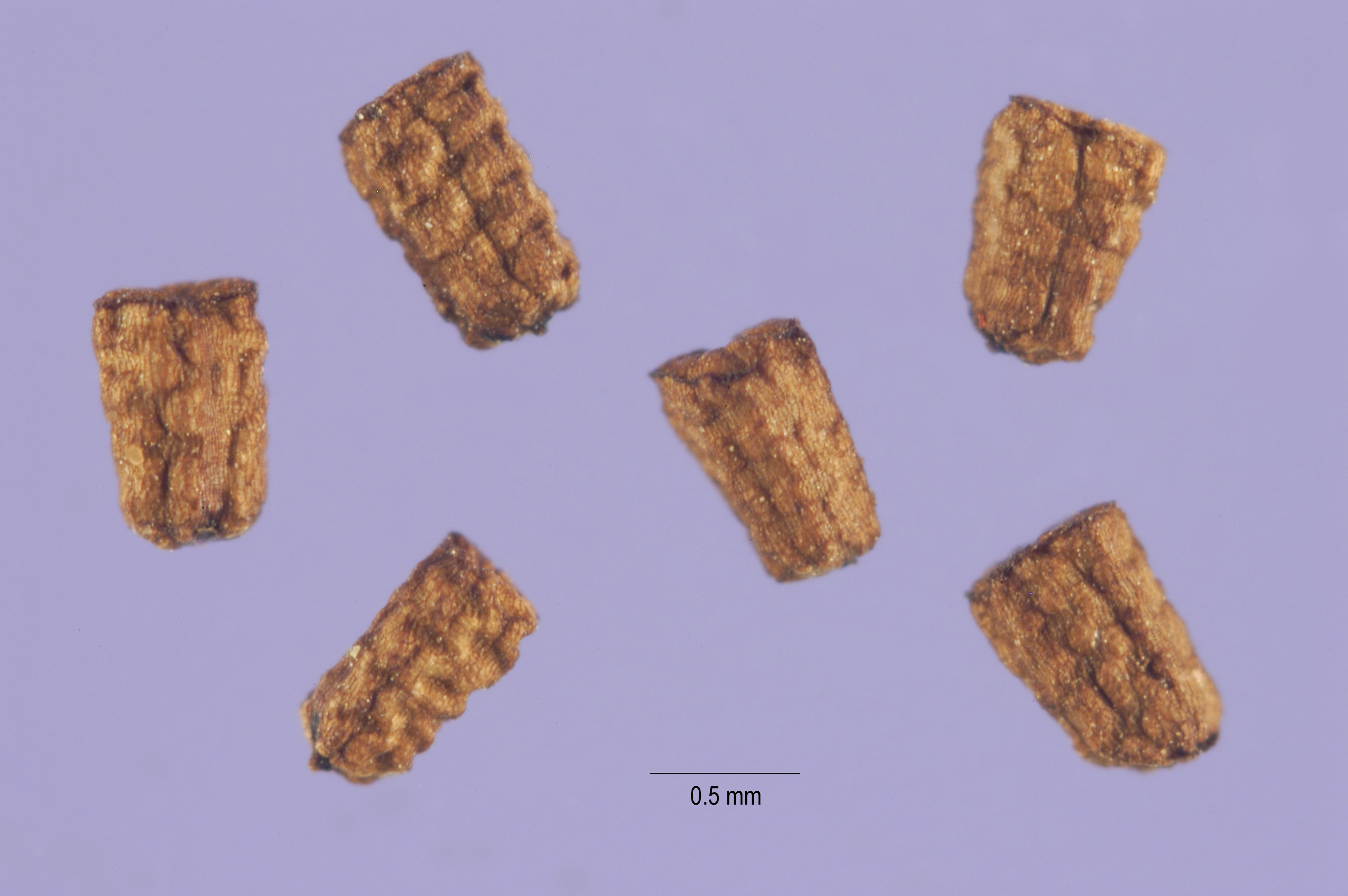
Nasiona dziewanny rdzawej, pokarm larw Rhinusa tetra

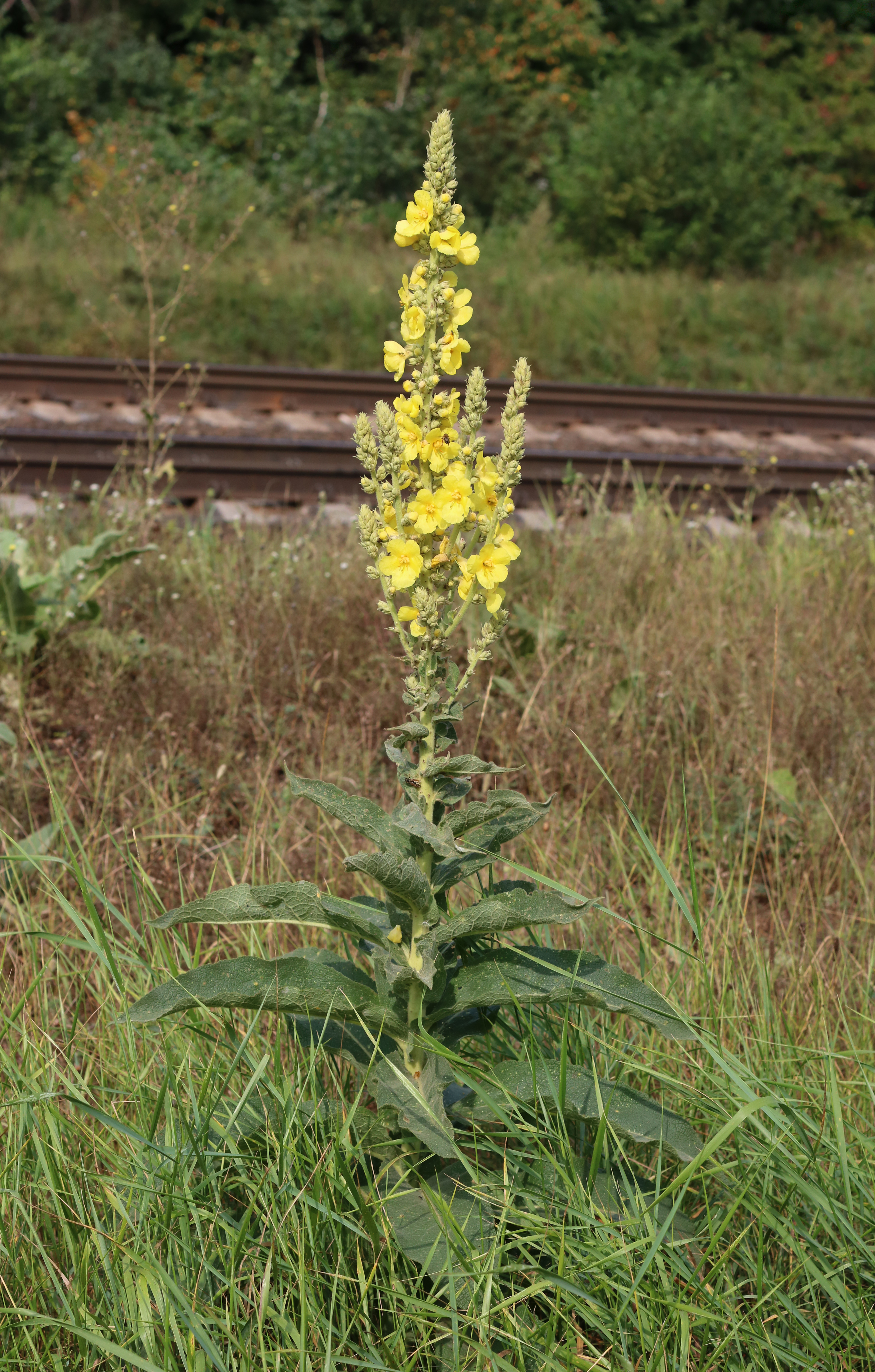
Dziewanna kutnerowata rosnąca na ukraińskim przytorzu – potencjalne siedlisko Rhinusa tetra

Kserotermofilny owad, zasiedlający murawy, łąki, przydroża, przytorza, stanowiska ruderalne, kamieńce oraz nasłonecznione zarośla, wzgórza i skały. Występuje od nizin po niższe położenia górskie. Związany jest z trędownikowatymi. Larwy są oligofagicznymi endofitofagami, żerującym na  dziewannach. Dotychczas potwierdzono ich rozwój w: dziewannie rdzawej (V. blattaria), V. boerhavii, V. creticum, dziewannie firletkowej (V. lychnitis),  dziewannie pospolitej (V. nigrum), dziewannie kutnerowatej (V. phlomoides), dziewannie fioletowej (V. phoeniceum),  V. pulverulentum, V. speciosum, dziewannie wielkokwiatowej (V. thapsiforme) i dziewannie drobnokwiatowej (V. thaspis). Ponadto imagines spotykano na trędowniku uszkowatym (Scrophularia auriculata), Scrophularia canina i Scrophularia laevigata. Larwy bytują wewnątrz torebek, gdzie odżywiają się nasionami. Postacie dorosłe w warunkach środkowoeuropejskich są aktywne od maja do września.
Podana w sekcji dotyczącej morfologii zmienność rozmiarów ciała przypuszczalnie wynika ze zmienności rozmiarów nasion między różnymi gatunkami dziewanny. Również zmienność długości ryjków samic prawdopodobnie jest przystosowaniem danej populacji do atakowania torebek konkretnych gatunków dziewann – podobną sytuację obserwuje się u niektórych innych ryjkowców, będących oligofagami roślin zielnych.

## Rozprzestrzenienie
Gatunek ten jest najpospolitszym i najszerszej rozprzestrzenionym przedstawicielem swego rodzaju. Jego naturalny zasięg jest palearktyczny. W Europie znany z Portugalii, Hiszpanii, Francji, Holandii, Niemiec, Austrii, Szwajcarii, Włoch, Polski, Czech, Słowacji, Węgier, Białorusi, Ukrainy, Słowenii, Chorwacji, Bośni i Hercegowiny, Serbii, Czarnogóry, Albanii, Macedonii Północnej, Grecji, Rumunii, Bułgarii, europejskiej części Turcji i Rosji. Poza Europą podawany jest z Afryki Północnej (w tym Tunezji, Algierii i Maroka), azjatyckiej części Turcji, Syrii, Kaukazu, Azji Środkowej (w tym Kazachstanu i Tadżykistanu), Iranu, Pakistanu, północnych Indii, Syberii. Ponadto zawleczony został do nearktycznej Ameryki Północnej, gdzie występuje zarówno w Stanach Zjednoczonych jak i Kanadzie.

## Znaczenie gospodarcze
Rozważa się wykorzystanie tego chrząszcza w biologicznym zwalczaniu dziewanny drobnokwiatowej na terenie nearktycznej Ameryki Północnej, gdzie stanowi ona gatunek inwazyjny.